# Station Heilbronn-Sontheim
Station Heilbronn-Sontheim is een voormalig spoorwegstation in de Duitse plaats Sontheim, een stadsdeel van Heilbronn. Het station werd in 1900 geopend. Het stationsgebouw is beschermd erfgoed.